# Walther Buchowiecki
Walther Buchowiecki, född 1 juni 1908 i Wien, död 31 december 1990 i Brixen, var en österrikisk konsthistoriker och bibliotekarie.